# Hồ Quảng (nhà Minh)
Hồ Quảng (tiếng Trung: 胡廣, 1369-1418), tự Quang Đại, thụy Văn Mục, người Cát Thủy (nay là huyện Cát Thủy, địa cấp thị Cát An, tỉnh Giang Tây). Năm Kiến Văn thứ hai (1400) thời Minh Huệ Đế, ông đỗ trạng nguyên khoa Canh Thìn. Đúng ra danh hiệu này thuộc về Vương Cấn, nhưng do Vương Cấn thấp bé nên danh hiệu này thuộc về Hồ Quảng và Vương Cấn chỉ được ban danh hiệu bảng nhãn. Người đỗ thám hoa là Lý Quán và cả ba người này đều cùng quê. Minh Huệ Đế ban cho Quảng tên mới là Tĩnh, thụ chức hàn lâm viện tu soạn.
Sau Tĩnh Nan chi dịch, Hồ Quảng lại lấy tên cũ là Quảng. Ông hai lần cùng Dương Vinh, Kim Ấu Tư theo Minh Thành Tổ đem quân chinh phạt phương bắc, được Thành Tổ rất sủng ái. Năm 1414, trong lần thứ hai bắc chinh, ông cùng Dương Vinh, Kim Ấu Tư đi theo để giảng kinh sử cho trưởng hoàng tôn Chu Chiêm Cơ (tức Minh Tuyên Tông sau này).
Làm quan tới Văn Uyên các đại học sĩ (phong năm 1416) , kiêm tả xuân phường đại học sĩ (phong 1407) . Ông là nội các thủ phụ từ tháng hai âm lịch năm 1407, sau khi Giải Tấn bị biếm chức, cho tới khi chết. Ông mất tháng 5 âm lịch năm Vĩnh Lạc thứ 16 (1418) , được truy tặng Lễ bộ thượng thư, thụy Văn Mục. Thời Minh Nhân Tông được truy tặng thiếu sư. Văn thần thời Minh được tặng thụy hiệu bắt đầu từ Hồ Quảng trở đi.
Sáng tác có Hồ Văn Mục tạp trứ.